# The Avengers
För superhjältefilmen, se The Avengers (film)
The Avengers är en brittisk TV-serie med inslag av spioneri, samt senare även science fiction och fantasy. Den spelades in mellan 1961 och 1969 och har fått flera spinoffer: bland annat TV-serien The New Avengers och filmen Hämnarna (1998), men även i form av radioteater, en tecknad serie (som seriestripp), och tjugotalet romaner.
År 1969 köptes sex episoder in av Sveriges Television, men eftersom serien ansågs alltför våldsam visades endast två avsnitt i Sverige, då under namnet Två slår till.

## Rollista
- Ian Hendry – Dr David Keel
- Patrick Macnee – John Steed
- Jon Rollason – Dr Martin King
- Julie Stevens – Venus Smith
- Honor Blackman – Dr Cathy Gale
- Diana Rigg – Emma Peel
- Patrick Newell – Mother
- Linda Thorson – Tara King